# Eptesicus pachyotis
Eptesicus pachyotis (Dobson, 1871) è un pipistrello della famiglia dei Vespertilionidi diffuso nel Subcontinente indiano e nell'Ecozona orientale.

## Descrizione

### Dimensioni
Pipistrello di piccole dimensioni, con la lunghezza della testa e del corpo tra 55 e 56 mm, la lunghezza dell'avambraccio tra 38 e 45,3 mm, la lunghezza della coda tra 40 e 41 mm, la lunghezza del piede tra 8 e 9 mm, la lunghezza delle orecchie tra 13 e 14 mm.

### Aspetto
Le parti dorsali sono marroni scure, mentre le parti ventrali sono più chiare. La testa è piatta, il muso è corto e largo, con due grosse masse ghiandolari sui lati. Le orecchie sono triangolari, con l'estremità arrotondata, i bordi ispessiti e carnosi. Il trago è corto, allargato verso l'estremità arrotondata e curvato in avanti. Le ali sono attaccate posteriormente alla base delle dita dei piedi. La punta della lunga coda si estende leggermente oltre l'ampio uropatagio.

## Biologia

### Alimentazione
Si nutre di insetti.

## Distribuzione e habitat
Questa specie è diffusa negli stati indiani orientali del Meghalaya e Mizoram, in Bangladesh, Cina centrale, Myanmar e Thailandia settentrionali.
Vive nelle foreste decidue umide tropicali.

## Conservazione
La IUCN Red List, considerato il vasto areale e la popolazione presumibilmente numerosa, classifica E.pachyotis come specie a rischio minimo (Least Concern)).